# جانی فنویک
جانی فنویک (انگلیسی: Johnny Fenwick؛ زادهٔ ۲۰ نوامبر ۱۹۹۴) بازیکن فوتبال اهل بریتانیا است.